# جون غود
جون غود (بالإنجليزية: John Goode)‏ (و. 1829 – 1909 م)هو سياسي، ومحامي من الولايات المتحدة الأمريكية . ولد في مقاطعة بيدفورد . تولى منصب عضو مجلس نواب الولايات المتحدة من ولاية فرجينيا .
وهو عضو في الحزب الديمقراطي الأمريكي .
توفي في نورفولك، فيرجينيا .

## روابط خارجية
- جون غود على موقع إن إن دي بي (الإنجليزية)